# Lycurgus (wetgever)
Lycurgus (Oudgrieks: Λυκοῦργος / Lykoũrgos) was de Spartaanse wetgever, wiens geschiedenis nog zozeer tot de sage behoort, dat hij veel gepaster als vertegenwoordiger van een geheel tijdvak, dan als afzonderlijk persoon kan worden beschouwd. Hij was het symbool voor de Spartaanse wetgeving.

## Mythen en legenden
Zijn leven is een ondoordringbaar duister web van mythen en legenden. De mondelinge overlevering werd pas opgetekend in de vijfde en vierde eeuw v.Chr. en gaf zeer uiteenlopende versies over het leven en de wetten van Lycurgus. Lycorgos betekent wolvenmoed; het was de bijnaam van de Griekse oppergod Zeus in zijn wolvengedaante. Waarschijnlijk heeft Lycurgus nooit bestaan. Het was een gefantaseerde figuur aan wie alle wetten die in de loop van verscheidene eeuwen tot stand kwamen, toegeschreven werden.

## Datering en afkomst
Lycurgus leefde, naar men aanneemt, in de 9e eeuw v.Chr. en wordt niet zonder betekenis de zoon van Eunomus (letterlijk “goede wet”) en de vader van Eucosmus (letterlijk “goede orde”) genoemd. Hij leefde volgens Thucydides een weinig meer dan 400 jaar voor het einde van de Peloponnesische Oorlog (ca. 817 v.Chr.).Een andere antieke berekening plaatst hem in 854 of 884 v.Chr., terwijl Plutarchus hem in 900 en 870 v.Chr. situeert. Lycurgus stamde uit het koninklijk geslacht van de Procliden (ook wel Eurypontiden genoemd), en was de oom van de onmondige Charillus of Charilaus, van wie hij voogd was.

## Voogd van Charillus

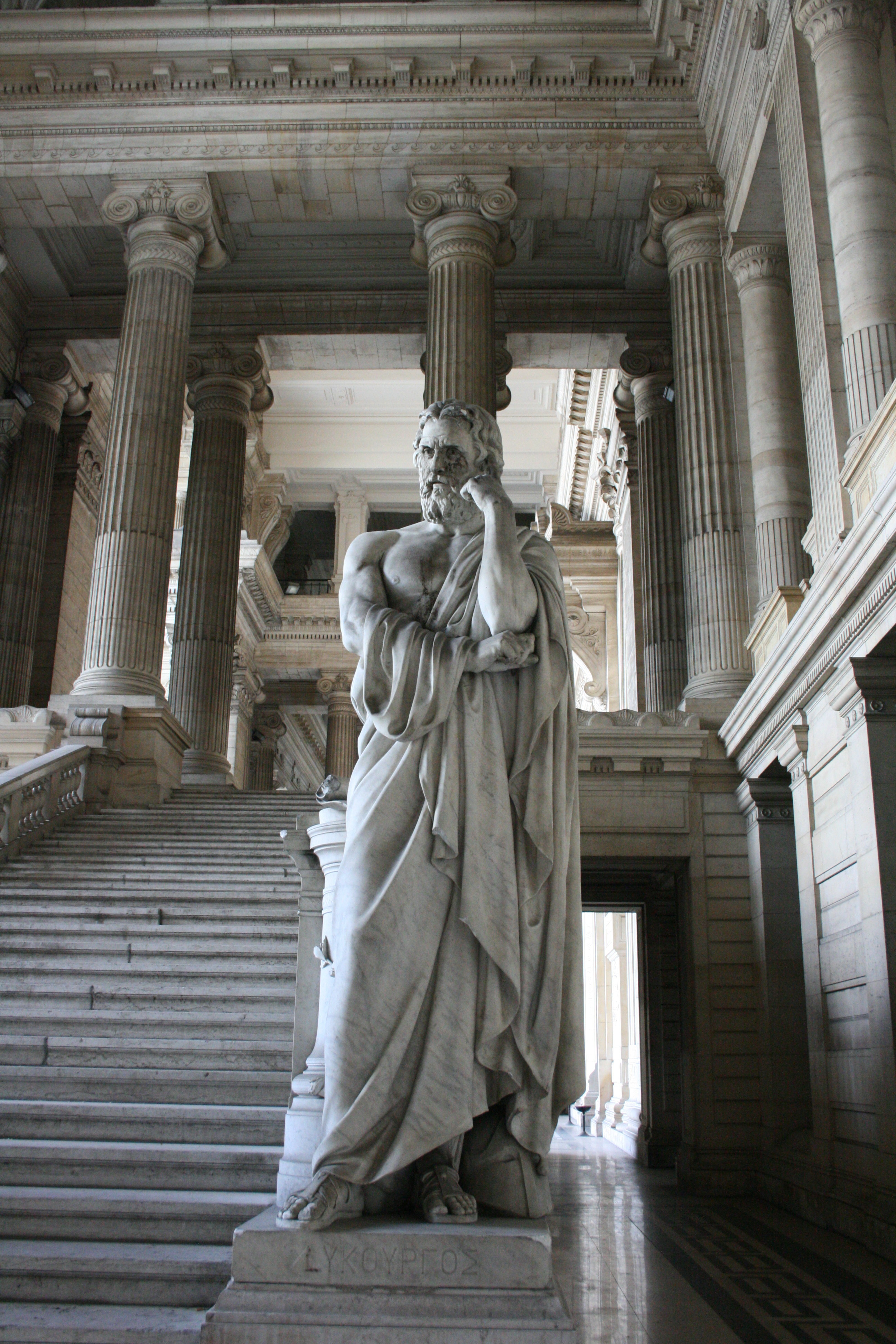
Lycurgus in het Justitiepaleis van Brussel

Gedurende deze tijd nam Lycurgus deel aan de herstelling van de Olympische Spelen en van de Eleïsche heilige vrede (ἐκεχειρία / ekecheiría) met Iphitos van Elis.

## Vertrek uit Sparta
Vele hatelijkheden, in het bijzonder door de moeder van Charilaus hem aangedaan, bewogen Lycurgus ertoe Lacedaemonië te verlaten, met het plan pas terug te keren na de meerderjarigheid van Charilaus en als deze een opvolger zou hebben verwekt. Eerst begaf hij zich naar Kreta, waar hij het plan zou hebben gevormd, om de regeringsvorm van Sparta te veranderen. Derhalve zond hij de zanger Thaletas naar Sparta, om eerst door muziek en zang de tweedracht te verbannen.
Hierop zou Lycurgus naar Ionië zijn gegaan, waar hij zich een volledig afschrift bezorgde van de toen nog in Hellas weinig bekende gedichten van Homerus.

## Terugkeer naar Sparta
Na dringende uitnodigingen keerde hij naar Sparta terug, waar de onbeduidende Charilaus slechts in naam koning was. Nadat het Orakel van Delphi zijn voornemen had goedgekeurd, begon hij aan de hervorming van het staatsbestuur: een onderneming, die hem hoewel niet zonder tegenstand zonder geweldige schokken gelukte, daar hij er inderdaad naar streefde om de Dorische levensstijl onder zijn landgenoten op te wekken en verder te ontwikkelen.
Hij verdeelde de politieke macht onder de koningen, de raad van ouderen (γερουσία / gerousía) en de volksvergadering (ἐκκλησία / apella), schreef gelijkheid van grondeigendom, gemeenschappelijke maaltijden (συσσίτια / syssítia) voor de burgers, strenge leefregels en een harde, wezenlijk militaire tucht voor. En hij trachtte iedere verandering te beletten of te bemoeilijken door een aantal bepalingen, als het weren van vreemdelingen, het verbod om te reizen, de beperking van handel en nijverheid, enzovoorts. Volgens sommigen was de gehele wetgeving, om gemakkelijker in het geheugen geprent te kunnen worden, in korte verzen (ῥῆτραι / rhētrai) vervat.
Om deze staatsregeling zo duurzaam mogelijk te maken, liet hij, zo zegt Plutarchus, de Spartanen onder eed beloven, dat zij zijn wetten en instellingen getrouw en onveranderlijk zouden bewaren tot aan zijn terugkomst uit Delphi, waarheen hij zich wilde begeven om de god Apollo om raad te vragen.

## Dood en nagedachtenis
Toen de Pythia hem Sparta’s macht en grootheid voorspelde, zolang zijn wetgeving werd gehandhaafd, maakte hij vrijwillig een einde aan zijn leven door de hongerdood te Cirrha, of in Elis of op Kreta. Voordat hij stierf, beval hij dat zijn as in zee moest worden gestrooid, opdat de Spartanen niet zouden denken, dat zij door het terugbrengen van zijn gebeente naar Sparta van hun eed waren ontslagen.
Te Sparta bewees men aan Lycurgus in een heiligdom goddelijke eer.